# Bastardi 4: Reparát
Bastardi: Reparát je český film režiséra Tomáše Magnuska. Do kin byl uveden 16. března 2023 v Česku společností Bioscop a na Slovensku distribuční společností MagicBox.
Snímek je pokračováním filmové trilogie Bastardi (2010), Bastardi 2 (2011) a Bastardi 3 (2012) a televizního seriálu Bastardi (2014), který byl převyprávěním trilogie.

## Natáčení
Natáčení probíhalo od jara 2021 v minimálním štábu kvůli pandemii covidu-19, na lokacích jako je např. Základní škola Česká Skalice, sídliště Chanov, Věznice Plzeň, Dům s pečovatelskou službou Penzion v Boskovicích, Základní škola T. G. Masaryka Náchod, Royal Music Club Náchod, Bazén / Sauna- Sport. zařízení Města Náchoda, Městský úřad Náchod, a další.
Film se po roční přestávce dotáčel v červnu 2022 na Letišti Vysokov, obci Zvole, Malé Poříčí a u vesnice Václavice.

## Obsazení
| Tomáš Magnusek         | Tomáš Majer |
| Zdeněk Godla           | Ivan        |
| Jiří Krampol           | Dostál      |
| Erik Karvai            | Ervín       |
| Gabriela Gašpárová     | Monika      |
| Tereza Ševčíková       | Tůmová      |
| Barbora Mottlová       | Petrová     |
| Eva Čížkovská          | Lamrová     |
| Jaroslava Obermaierová | uklízečka   |
| Carmen Mayerová        | Tomášová    |
| Ota Jirák              | Bernard     |
| Karlos Vémola          | Kotner      |
| Natálie Grossová       | Ela         |
| Petr Bažo              | Tibor       |
| Bohuslav Hrdlička      | Galba       |
| Jan Přeučil            | Málek       |
| Igor Bareš             | Málek ml.   |